# Suomen Erillisverkot
Suomen Erillisverkot (en français : Réseaux spéciaux de Finlande) est une société publique dépendant du Cabinet du Premier ministre de Finlande dont la mission est de fournir des services de technologies de l'information et de la communication sûrs et fiables aux autorités publiques et autres opérateurs critiques de la sécurité nationale,.  

## Présentation
La société fournit des services de centre de données, des services de télécommunication aux autorités et aux opérateurs critiques pour la sécurité. 
Les services incluent le réseau radio VIRVE, et le système de restauration rapide des services Krivat.